# Palatsrätter
Palatsrätter (宮廷菜, gōngtíngcài), är ett av Kinas mer berömda kök. Rätterna, som hämtades från alla delar av landet, lagades ursprungligen enbart för det kejserliga hovet under Qingdynastin men kom efter dynastins fall 1911 att spridas i Peking av många av de nyligen uppsagda kejserliga kockarna.
härstammar från en mängd olika matlagningstraditioner i de kinesiska regionerna, främst från köken i Shandong- och Jiangsu-provinserna. Traditionerna härstammar från olika kejsarnas kök, och det liknar Pekingköket, som det starkt påverkade. Det kejserliga köket serverades främst till kejsarna, deras kejsarinnan och konkubiner och den kejserliga familjen. Egenskaperna hos det kinesiska kejserliga köket är de utarbetade matlagningsmetoderna och det stränga urvalet av råvaror, som ofta är extremt dyra, sällsynta eller komplicerade under beredning. Visuell presentation är också mycket viktig, så färgen och formen på skålen måste anordnas noggrant. De mest berömda restaurangerna som serverar palatsrätter finns båda i Peking: Fang Shan (仿膳; fǎngshàn) i Beihai Park och Ting Li Ting (听 鹂 厅; 聽 鸝 廳; tīng lí tīng) i Sommarpalatset.
Det kinesiska kejserliga kökets traditioner och smaker varierar från dynasti till dynasti. Varje dynasti hade sina egna kännetecken. De två berömda traditionerna i det kinesiska kejserliga köket är från Ming- och Qing-dynastierna. Många kända rätter dök upp med dessa dynastier, till exempel wensi tofu och pekinganka.